# James Baddiley
Sir James Baddiley (* 15. Mai 1918 in Manchester; † 17. November 2008 in Cambridge) war ein britischer Biochemiker. Er wirkte von 1954 bis 1977 als Professor für organische Chemie und anschließend bis 1983 als Professor für chemische Mikrobiologie an der Newcastle University, an der er von 1975 bis 1983 auch das Microbiological Chemistry Research Laboratory leitete. Schwerpunkte seiner Arbeiten waren die Biosynthese, die Struktur und die biologische Funktion verschiedener biochemischer Verbindungen, insbesondere der Teichonsäuren. Für seine Forschung, mit der er wichtige Beiträge zum Verständnis des Aufbaus der Zellwand von Bakterien leistete, wurde er unter anderem 1961 in die Royal Society und 1963 in die Royal Society of Edinburgh aufgenommen sowie 1974 mit der Davy-Medaille ausgezeichnet.

## Leben
James Baddiley wurde 1918 in Manchester geboren und absolvierte ein Studium der Chemie an der University of Manchester, an der er ab 1941 als Doktorand in der Arbeitsgruppe des späteren Nobelpreisträgers Alexander Robertus Todd tätig war. Er erlangte 1944 die Promotion und wechselte im gleichen Jahr gemeinsam mit Alexander Todd an die University of Cambridge. Von 1947 bis 1949 wirkte er am Wenner-Gren-Institut der Universität Stockholm. Nach der Rückkehr in sein Heimatland ging er an das Lister Institute of Preventive Medicine in London, an dem er bis 1954 blieb und während dieser Zeit eine eigene Arbeitsgruppe etablierte.
Anschließend erhielt er einem Ruf auf eine Professur für organische Chemie an der Newcastle University, die er bis 1977 innehatte. Im gleichen Jahr wurde er dort zum Professor für chemische Mikrobiologie ernannt. Darüber hinaus leitete er von 1975 bis zu seiner Emeritierung im Jahr 1983 das aus seiner Arbeitsgruppe entstandene Microbiological Chemistry Research Laboratory der Newcastle University. Ab 1981 trug er außerdem an der University of Cambridge zum Aufbau des Instituts für Biotechnologie bei.
James Baddiley war ab 1944 verheiratet und Vater eines Sohnes. Er starb 2008 im Alter von 90 Jahren in Cambridge.

## Wissenschaftliches Wirken
James Baddiley beschäftigte sich zunächst im Rahmen seiner Doktorarbeit und später an der Universität Cambridge mit der Synthese von Nukleosiden und Nukleotiden. Ihm gelang unter anderem 1949 die erstmalige chemische Synthese von Adenosintriphosphat (ATP) sowie 1953 in Zusammenarbeit mit Fritz Albert Lipmann von der Harvard University die Aufklärung der Struktur von Coenzym A. Basierend auf diesen Arbeiten widmete er sich nach seinem Wechsel nach Newcastle der Struktur und der biologischen Funktion der Cytidindiphosphat-Verbindungen CDP-Glycerol und CDP-Ribitol, für die er zeigen konnte, dass sie eine wichtige Rolle beim Aufbau von Teichonsäuren in der bakteriellen Zellwand spielen. Im weiteren Verlauf seiner Karriere untersuchte er die Biosynthese, die Funktion und die immunologischen Eigenschaften von Teichonsäuren, und trug damit wesentlich zum Verständnis des Aufbaus der Zellwand von grampositiven Bakterien bei.

## Auszeichnungen
James Baddiley wurde 1961 in die Royal Society und zwei Jahre später in die Royal Society of Edinburgh aufgenommen. Darüber hinaus wurde er 1977 zum Knight Bachelor geschlagen und 1981 zum Fellow des Pembroke College der University of Cambridge ernannt. Die Heriot-Watt University (1978) und die University of Bath (1986) verliehen ihm die Ehrendoktorwürde. Er erhielt außerdem 1962 die Corday-Morgan-Medaille der Royal Society of Chemistry, 1967 die Leeuwenhoek-Medaille der Royal Society und 1974 die Davy-Medaille, ebenfalls der Royal Society, die höchste britische Auszeichnung für Wissenschaftler auf dem Gebiet der Chemie.

## Werke (Auswahl)
- James Baddiley, Alexander Robertus Todd: 122. Nucleotides. Part I. Muscle Adenylic Acid and Adenosine Diphosphate. In: Journal of the Chemical Society. 1947, S. 648–651
- James Baddiley, A. Michael Michelson, Alexander Robertus Todd: 124. Nucleotides. Part II. A Synthesis of Adenosine Triphosphate. In: Journal of the Chemical Society. 1949, S. 582–586
- James Baddiley, Eric M. Thain, G. David Novelli, Fritz Lipmann: Structure of Coenzyme A. In: Nature. Band 171, Ausgabe 4341 vom 10. Januar 1953, S. 76
- Francis C. Neuhaus, James Baddiley: A Continuum of Anionic Charge: Structures and Functions of D-Alanyl-Teichoic Acids in Gram-Positive Bacteria. In: Microbiology and Molecular Biology Reviews. 67(4)/2003, S. 686–723